# 遊戲規則 (1994年電影)
《遊戲規則》（韓語：게임의 법칙）為1994年韓國劇情電影，於1994年9月17日上映，片長109分鐘，由張賢洙執導，世洋電影出品、製作及發行，朴重勳、李璟榮、吳娟受主演，本片是導演張賢洙第二部電影作品，也是其中一部電影代表作，並憑本片得到行內人士「開創韓國黑色電影之先河」的評價。
本片現今在韓國的原始底片和戲院上映的拷貝均已遺失，而在韓國市面上發行的錄影帶和DVD均對片中的血腥暴力及強烈性暗示場面進行刪剪，兩者皆不是完整版。2013年，韓國電影資料館從海外找回《遊戲規則》的109分鐘並附有英文字幕的原版拷貝。

## 劇情
一心想過上流社會生活的龍大和一心一意愛著龍大的美容師泰淑為了尋找黑社會老大柳光天不顧一切地來到了大都市。
在路上的火車站裡龍大被萬洙騙光錢財後成了流浪漢，急火功心的龍大將同行的泰淑賣給了妓院，繼續尋找柳光天四處漂泊。一個偶然的機會下龍大救了命懸一線的柳光天並成為其手下，當龍大再次和泰淑相見時，泰淑已經成了妓女，可是泰淑對龍大還是一往情深。
想在黑道立足的龍大第一個任務完成得很圓滿，可是卻因為龍大的原因被黑幫打斷了腿的萬洙觸動了龍太最後一絲憐憫之心，看清了自己所處的位置，龍大意識到自己希望的光天派和現實並不一樣，而且組織眼看著龍大的勢力迅速崛起也覺得不安心，於是向龍大下達了一個暗殺的命令去幹掉給組織帶來威脅的金檢察官⋯

## 演員
- 朴重勳 飾 李龍大
- 李璟榮 飾 林萬洙
- 吳娟受 飾 泰　淑
- 河龍水（朝鲜语：하용수） 飾 柳光天
- 李日載（朝鲜语：이기열） 飾 Danny
- 崔學洛（朝鲜语：최학락） 飾 英　漢
- 張世鎮（朝鲜语：장세진） 飾 床板
- 金扶宣（朝鲜语：김부선） 飾 全夫人
- 權海驍 飾 嘴巴
- 金海坤（朝鲜语：김해곤） 飾 狗鼻
- 鄭吉默 飾 廉昌九
- 柳　植（朝鲜语：유식 (배우)） 飾 金檢察官
- 梁澤助（朝鲜语：양택조） 飾 洗車場老闆
- 任昌丁 飾 皮條客

## 獎項
| - 第15屆青龍電影獎（1994年） - 「最佳電影獎」 - 「最佳導演獎」：張賢洙 - 「最佳男配角獎」：李璟榮 - 「最佳女配角獎」：吳娟受 | - 第15屆青龍電影獎（1994年） - 「最佳男主角獎」：朴重勳 - 第5屆春史電影獎（1994年） - 「創作劇本獎」：姜帝圭、張賢洙 - 「最佳技術獎」：金 賢（剪接）、金善真（化妝） - 第15屆韓國電影評論家協會獎（1995年） - 「最佳技術獎」：金 賢 |

## 外部連結
- 互联网电影数据库（IMDb）上《遊戲規則》的资料（英文）
- 韩国电影数据库（KMDb）上《遊戲規則》的資料